# Операція «Котедж»
Операція «Котедж» — операція армії США зі звільнення острова Киска від японських військ у ході Тихоокеанської кампанії під час Другої світової війни. Проходила з 15 по 24 серпня 1943 року.

## Передісторія
Острів Киска перебував під японською окупацією з літа 1942 року, відколи японські морські піхотинці висадилися сюди і знищили метеостанцію американських військово-морських сил. Згодом на острові був розміщений значний гарнізон, що становив за даними американської розвідки близько 10 000 осіб. За час окупації японці втратили на острові і навколо нього 2500 осіб загиблими.
Захоплення Киски мало поставити крапку в Алеутській кампанії, і американське командування, яке пам'ятало про криваву битву за Атту, підготувало до висадки значні сили. У районі острова Адак зосереджувалось понад 100 кораблів, сили десанту становили 30 000 американських піхотинців і 5500 канадських. Крім того, починаючи з кінця липня, Киска піддавався авіанальотам і обстрілам з моря. Загалом протягом липня 11-та повітряна армія скинула на острів 424 тонни бомб, у той час як корабельна артилерія випустила 330 тонн снарядів.
13 серпня була проведена тренувальна висадка на Адак. Операція була призначена на 15 серпня.

## Операція

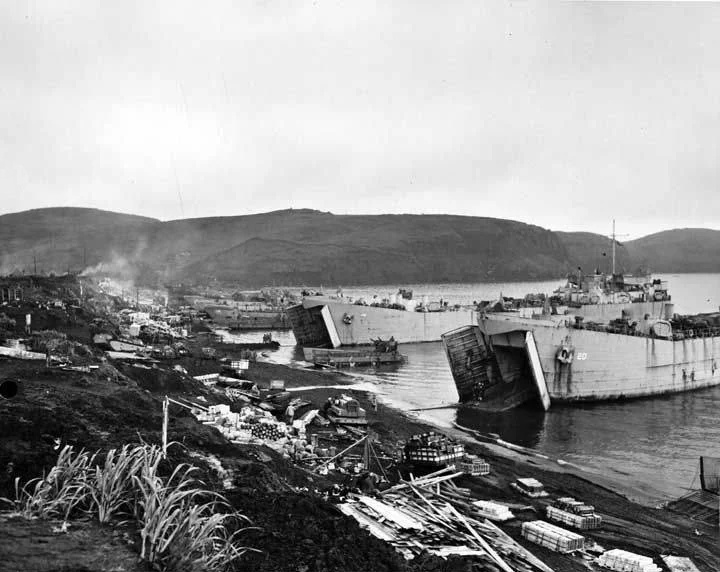
Американська армія десантується на острів Киска

Зранку 15 серпня перша група американських військ висадилася на західному березі острова, 16 серпня дещо північніше висадилися канадці. Висадці ніхто не чинив опір, проте, ветеранів битви за Атту це не здивувало. Американці очікували, що лише просунувшись углиб острова вони зіткнуться з оборонними позиціями японців на панівних висотах. Однак ніякого опору так і не було, єдиними бойовими втратами десантників стали втрати від дружнього вогню.
Виявилося, що японське командування, усвідомлюючи неможливість відстояти практично ізольований острів, вирішило евакуювати гарнізон. 28 липня, за два тижні до висадки американців, весь гарнізон у кількості 5183 осіб протягом години завантажився на 2 крейсери та 6 есмінців і під покровом туману евакуювався на Парамушир.
24 серпня командуючий наземними силами генерал Чарльз Корлетт констатував, що острів перейшов під контроль США.

## Втрати
За час обстеження острова (включаючи велику кількість підземних тунелів) американці втратили 31 людину вбитими і близько 50 пораненими, переважно від дружнього вогню; 130 солдатів постраждали від траншейної стопи. Крім того, при підриві на японській міні есмінця «Ебнер Рід» загинув 71 і були поранені 47 моряків.